# Fuentes (Conca)
Fuentes és un municipi de la província de Conca, a la comunitat autònoma de Castella-La Manxa. Té una superfície de 107,6 km² i el 2020 tenia 458 habitants.

## Demografia
| 1991 | 1996 | 2001 | 2004 | 2020 |
| ---- | ---- | ---- | ---- | ---- |
| 543  | 514  | 498  | 512  | 458  |